# (3230) Vampilov
(3230) Vampilov (1972 LE) – planetoida z pasa głównego asteroid okrążająca Słońce w ciągu 5,61 lat w |średniej odległości 3,16 au. Odkryta 8 czerwca 1972 roku.